# Dix-Huit Montagnes
Dix-Huit Montagnes (Nederlands: Achttien Bergen) is een voormalige bestuurlijke regio in het westen van Ivoorkust. Bij schatting in 2007 woonden er bijna 1,3 miljoen mensen. Bij de laatste census in 1988 waren dat er nog 688.710. De regio was 36.600 vierkante kilometer groot en had Man als hoofdplaats. De regio Dix-Huit Montagnes werd gecreëerd in 1997 en kreeg nieuwe grenzen sinds 20 april 2000 op welke datum de nieuwe regio Moyen-Cavally eraf werd gesplitst. Bij de bestuurlijke hervorming van 2011 werd de regio afgeschaft en ging op in het district Montagnes.

## Grenzen
Dix-Huit Montagnes grensde aan twee westerburen van Ivoorkust:
- De regio Nzérékoré van Guinee in het noordwesten.
- De county Nimba van Liberia in het zuidwesten.

Verder had de regio grenzen met vier andere toenmalige regio's:
- Bafing in het noorden.
- Worodougou in het noordoosten.
- Haut-Sassandra in het oosten.
- Moyen-Cavally in het zuiden.

## Departementen
De regio was verder opgedeeld in drie departementen
:
- Biankouma
- Danané
- Man